# Ruschia vanniekerkiae
Ruschia vanniekerkiae är en isörtsväxtart som beskrevs av L. Bol. Ruschia vanniekerkiae ingår i släktet Ruschia och familjen isörtsväxter. Inga underarter finns listade i Catalogue of Life.